# Palais Pálffy (Ventúrska)

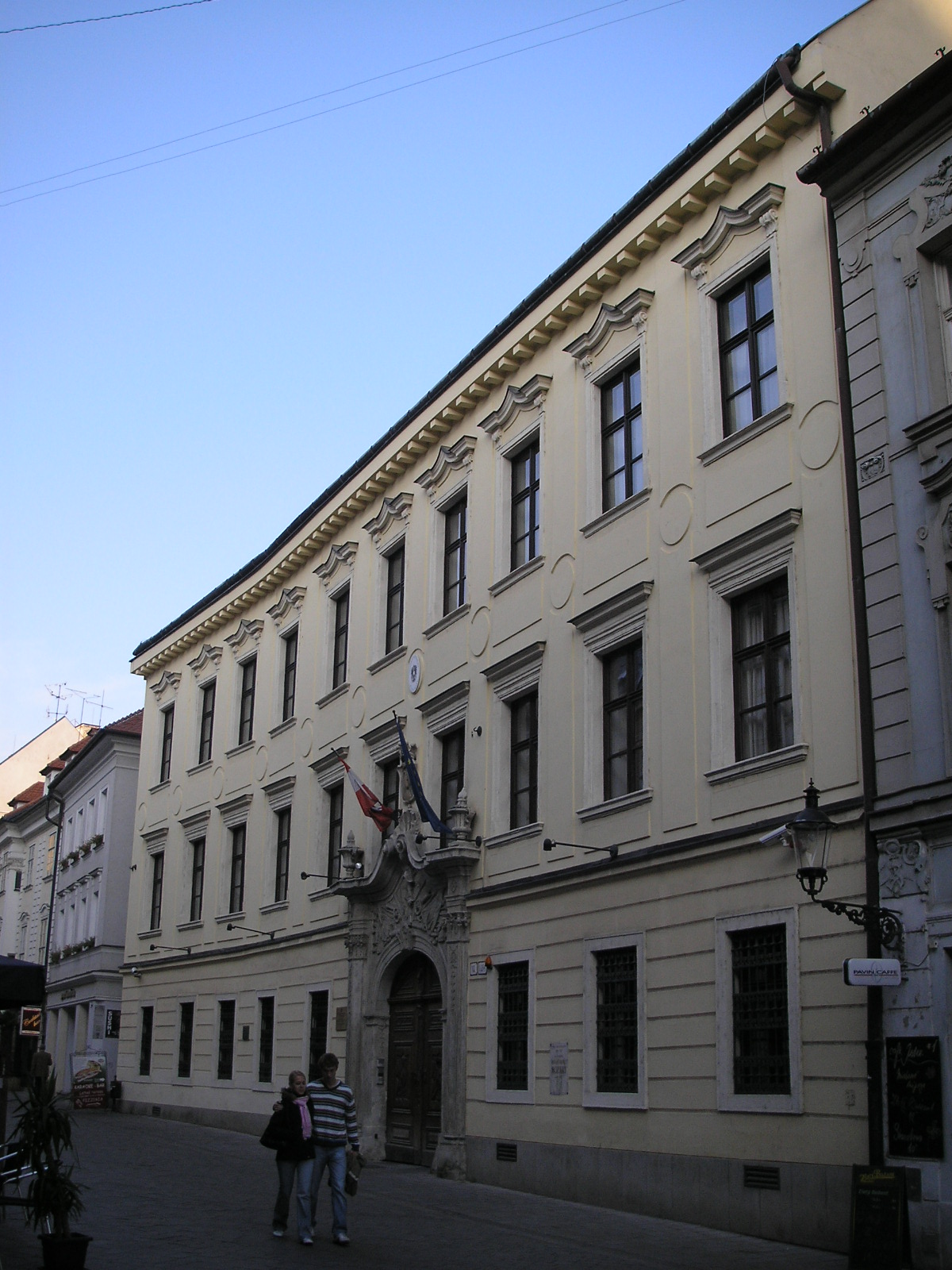
Das Palais Pálffy war Sitz der österreichischen Botschaft

Das Palais Pálffy (oft mit dem Palais Pálffy in der Panská ulica verwechselt; slowakisch Pálfiho palác) ist ein Palast im barocken Stil in Bratislava. Er befindet sich in der Altstadt in der Ventúrska-Straße.

## Geschichte
Das heutige Gebäude wurde 1747 errichtet und war im Besitz der einflussreichen Adelsfamilie Pálffy. Es besticht durch sein interessantes Portal und die zwei Pawlatschen-Innenhöfe. Die große Treppe wurde aus hartem Kaiserstein vom kaiserlichen Steinbruch nahe bei Wien errichtet. 1762 gab der damals sechsjährige Wolfgang Amadeus Mozart hier ein Konzert.
Bis 2012 war im Haus die österreichische Botschaft untergebracht.